# CBM-600-Serie
Die Computer der CBM-600-Serie sind Mikrocomputer bzw. Personal Computer aus den frühen 1980er-Jahren, aus der Zeit kurz nach Einführung des IBM-PC. Sie arbeiten intern mit einem 8-Bit-Mikroprozessor – der IBM-PC kam hingegen 1981 als 16-Bit-Rechner heraus.
Die CBM 600-Serie war die professionellere Ausgabe der nie in Serie gegangenen CBM-500-Serie. Im Gegensatz zu den 500ern besaß sie keinen Joystickanschluss mehr. Durch eine Tochterplatine konnten die Rechner mit einem 8088- oder Z80-Prozessor ausgestattet werden, um CP/M- oder MS-DOS-Programme betreiben zu können.
Als Massenspeicher wurden wie bei den Vorgängern der CBM-8000-Serie die CBM-Diskettenlaufwerke verwendet.
Durch die beginnende Konzentration des Marktes auf den IBM-PC und seine Nachbauten war diesen Rechnern kein großer Verkaufserfolg mehr beschert. Mit einer recht bequemen BASIC-Programmiersprache ausgerüstet, waren sie aber punktuell bis in die frühen 1990er-Jahre von Bedeutung, u. a. zur Steuerung bei der Laborautomatisierung und von Messgeräten aufgrund ihrer, bei Modellen anderer Hersteller kaum vorhandenen, IEEE-488-Schnittstelle.

## Ausstattung

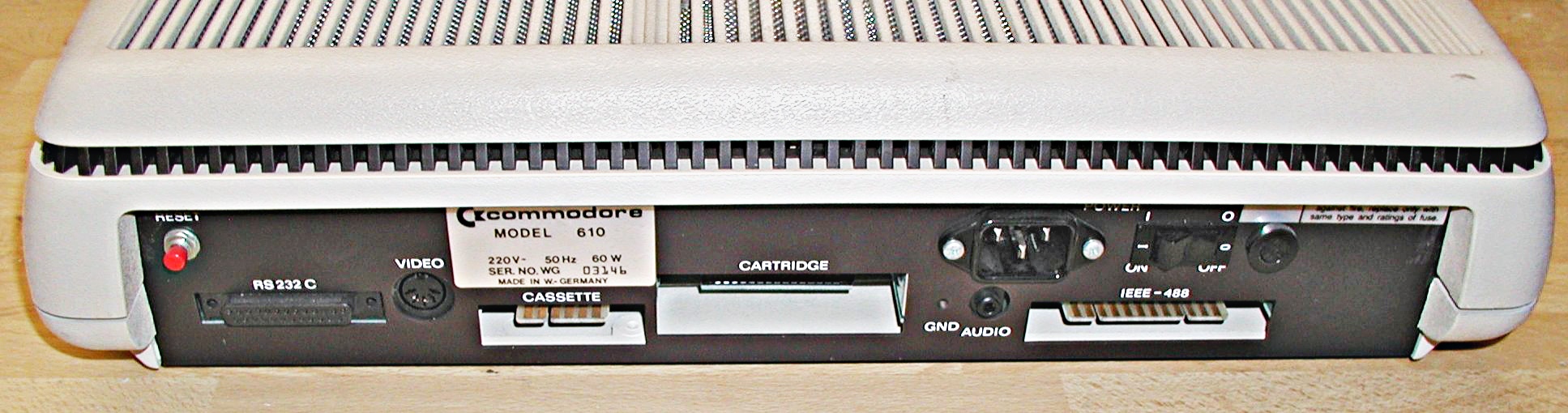
Rückseitige Anschlüsse an einem Commodore CBM610

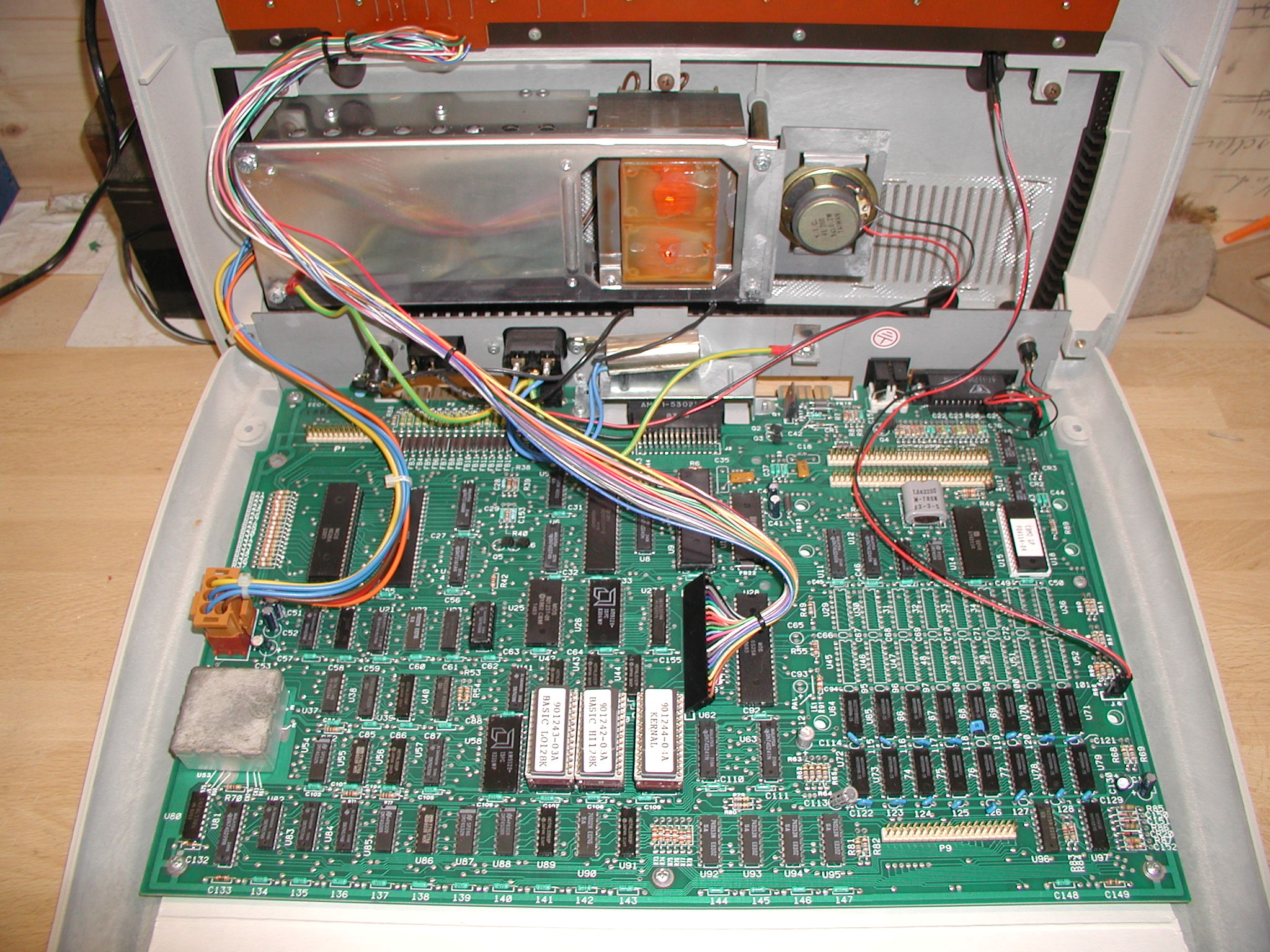
Hauptplatine, Netzteil sowie Lautsprecher eines CBM610

- Prozessor 6509 (20 Adressleitungen statt 16 wie bei 6502)
- RAM 128 oder 256 KB
- Netzteil eingebaut, ohne Ventilator (Lüfter)
- Gehäuse: Kunststoff-Spritzguss, außen beige strukturlackiert
- EIA-232 (RS232C)-Schnittstelle
- IEEE-488-Schnittstelle
- Datasette-Anschluss
- Analog-Audio Ausgang (mono)
- Video-Ausgang für TV- und TTL-Monitor, BAS- bzw. Composite-Signal
- Cartridge-Schnittstelle

### Speicherverwaltung
Der gesamte Speicher ist in sogenannte Segmente (oder "Banks") unterteilt. Jedes dieser Segmente umfasst einen Adressraum von 64 KByte. Es können maximal 16 solcher Segmente verarbeitet werden. Diese Segmente sind von 0 bis 15 durchnummeriert. Jedes Segment hat eine feste Bedeutung, die (zum Teil) vom implementierten Speicherausbau abhängt.
Bei CBM 610 mit 128 KB gilt die Aufteilung:
- Segment 1 enthält den Basic-Text, d. h. die verwendeten Programme.
- Segment 2 wird von den Daten belegt, welche durch das Programm errechnet werden.

Bei Modellen mit 256 KB RAM ist Segment 1 identisch mit den 128-KB-Modellen
- In Segment 2 werden die Felder (Dimensions, Arrays) abgelegt.
- Segment 3 beinhaltet einfache Variablen (nicht-indizierte Variablen). Zudem ist in diesem Segment Platz für das Disketten-Betriebssystem von evtl. integrierten Laufwerken reserviert.
- Segment 4 wird von den Zeichenketten (engl. "strings") belegt, welche durch das Programm erstellt werden.

Bei allen Modellen wird das Segment 15 identisch als Systemsegment verwendet.
Darin sind der BASIC-Interpreter, der Editor, der Kernel (Betriebssystem), die E/A-Bausteine sowie die Systeminformation (Zero-Page etc.) enthalten.

### Betriebssystem
- BASIC v. 4.0 incl. RS232-Zugriff, if-then-else...
- Optionen:
  - CP/M 2.2 mit dem Zilog Z80 als Co-Prozessor
  - CP/M-86 oder MS-DOS mit dem Intel 8088 (4,77 MHz) als Koprozessor. Einige Koprozessor-Platinen wurden an österreichische Behörden verkauft, weitere Auslieferungen sind nicht bekannt.

### Controller-Chips
- Sound, Musik MOS 6581 SID
- Serielles Interface MOS 6551 ACIA
- Keyboard MOS 6525 TPI
- IEEE, User MOS 6525 TPI
- User, Interrupt MOS 6526 CIA
- Grafik MOS 6545 CRTC, 80 Zeichen je Zeile, 25 Zeilen Textauflösung monochrom

### Tastatur
- Vollwertige, robuste QWERTY-Tastatur wie beim C 64,
- 10 Funktionstasten, mit SHIFT weitere 10 (11–20),
- Richtungstasten,
- Abgesetzter Ziffernblock

## Software
In der englischsprachigen Ausgabe des Bedienerhandbuchs (COMMODORE 500/600/700 SERIES USER'S GUIDE) von 1983 ist zu lesen, dass viele Programme des C-64 für die Commodore-CBM-500-Serie erhältlich sein sollen. Ebenso sollten die Programme der CBM-8000er-Serie für die 600er Serie konvertiert werden. Ferner sollten Assembler und ein BASIC-Compiler erhältlich sein.
Folgende Programme waren geplant:
- EasyCalc Tabellenkalkulation
- EasyFile Datenbanksoftware
- EasyScript Textverarbeitung
- EasySchedule Terminkalender
- EasyPlot Graphik-(Mal-)programm
- EasySpell Thesaurus für Textverarbeitung

Im Juli 2016 erschien mit "Space Chase" (www.spacechase.de) ein vollständig in Assembler programmiertes Spiel, das die Fähigkeiten der CBM 600 und 700-Serie voll ausnutzt. Auch der in den Computern verbaute SID-Soundchip kommt mit Musik und Soundeffekten vom SID-Komponisten "Max Hall" zum Einsatz. Space Chase ist Freeware.

## Modelle
Die Modellnummern lauteten wie folgt:
- CBM 610 (Auch B128 oder B128-80) – 128 KB
- CBM 620 (Auch B256 oder B256-80 oder B500) – 256 KB
- CBM 630 - 256 KB + Tochterplatine